# 北村祐庵

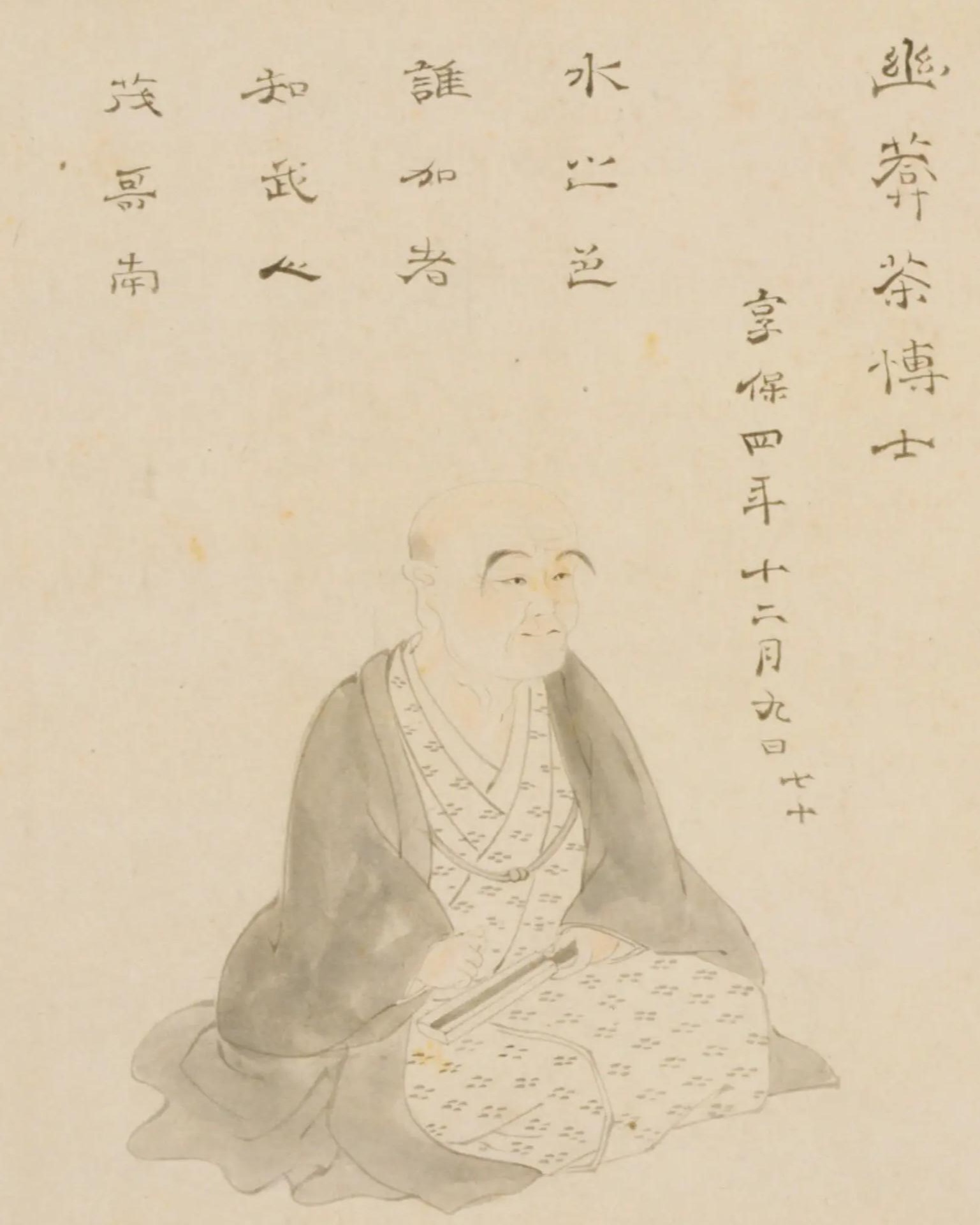
北村幽庵（『肖像集』）

北村 祐庵 / 幽安（きたむら ゆうあん、慶安元年（1648年） - 享保4年（1719年））は、江戸時代の茶人。美食家としても有名。諱は政従（まさより）、通称佐太夫（さだゆう）と言う。別に道遂（どうずい）と号す。近江の生まれ。

## 略歴
幽安は、慶安元年（1648年） 近江滋賀郡本堅田村（現大津市）の豪農で中世以来の地侍である郷士北村家に生まれ、父は六右衛門正利と言った。妻は、北村家同様に堅田の郷士である居初正幸（いそめまさゆき）の妹であった。
幽安は、早くから千宗旦四天王の1人・藤村庸軒に茶を習った。点前に終始する作法茶人とは異なり、幽安は当時の文化人として芸道のあらゆる分野に造詣深く、特に作庭・茶室設計・茶器製作に独特の手腕を発揮した。天和元年1681年頃、幽安が師の庸軒と共に創った「天然図画亭（てんねんずえてい）」（居初氏庭園）は、入母屋造りの草庵式と書院式を融合させた茶室「図画亭」と琵琶湖と湖東連山を借景にした枯山水庭園で、大津市指定文化財・国の名勝に指定されている。江戸時代中期の国学者で歌人の伴蒿蹊は、幽安の作庭の技量に対して「彼の技術は誰も及ばない」と称した。
幽安は味覚にすぐれ、茶の湯に使う水が琵琶湖の指定した場所でくんだ良水か否かをつねに味わいわけたと言う。また懐石料理の１つで、鮒のつけ焼き（鮒をみりんと醤油に浸して焼く）の「幽安焼（幽庵焼き）」や食用菊の一種「幽案菊」は幽安の創作と言う。料理屋で幽庵焼きと書かれるのは、幽安と祐庵の号が混同されたためと言われている。
享保4年（1719年）幽安は死去した。堅田において茶道文化を開花させた功績は大きい。なお、同時期堅田本福寺住職で松尾芭蕉の高弟であった三上千那との間で俳句のやり取りがあったと伝えられている。

## エピソード
茶人は元来味覚が非常に鋭敏で古の茶人は名水を呑みわけて鑑定したと言われている。ある時幽庵は、「ある時下男が骨惜しみして指図通りの水を汲まず、近くの湖辺のものを持参したことを看破し、下男は恐れ入った」と言う話が伝わっている。また、魚鳥の産地も言い当てることができ、度々衆人を唖然とさせた。